# Thiago Maia
 Thiago Maia Alencar  (Boa Vista, Roraima, Brasil; 23 de marzo de 1997) es un futbolista brasileño, juega de mediocampista y su equipo actual es el Clube de Regatas do Flamengo del Campeonato Brasileño de Serie A, donde juega en calidad de cedido por el Lille OSC de la Ligue 1 de Francia. Es también jugador internacional habitual con la sub-23 de Brasil.

## Trayectoria

### Inicios
Thiago Maia comenzó su carrera en el modesto Extremo Norte. En agosto de 2010 se marchó a São Paulo para unirse a las categorías juveniles del São Caetano.

### Santos
En 2011, Maia se incorporó al Santos.
El 25 de octubre de 2014, Thiago Maia hizo su debut en el primer equipo, en un empate 1-1 contra Chapecoense en la Serie A. Durante la temporada siguiente 2015, logró consolidarse como titular y recibió elogios por sus actuaciones.
El 22 de agosto de 2015, Thiago Maia anotó su primer gol profesional en una victoria por 5 a 2 frente al Avaí. El 13 de octubre, después de largas negociaciones, renovó su contrato con el club brasileño hasta 2019.
Thiago Maia se convirtió en un titular indiscutible durante la temporada 2016. Su buen rendimiento hizo que surgieran rumores sobre un posible futuro en el Chelsea, Manchester United o París Saint-Germain.
Thiago Maia completó su partido número 100 para el Peixe el 4 de marzo de 2017, en una derrota por 0-1 contra el Corinthians. En su debut en la Copa Libertadores cinco días después, y anotó el gol del empate (1-1) contra el Sporting Cristal.

### Lille
El 25 de julio de 2017, el Lille anunció que Thiago Maia había firmado un contrato que le vinculaba al club los próximos 5 años. Su traspaso se cifró en 14 millones de euros, convirtiéndose en el fichaje más caro de la historia del club.

### Flamengo
El 22 de enero de 2020, el Clube de Regatas do Flamengo confirmó la llegada de Thiago Maia como cedido para los próximos 18 meses.

## Carrera internacional
El 29 de junio de 2016 Thiago Maia fue seleccionado para jugar con la selección de Brasil en los Juegos Olímpicos de Río de Janeiro 2016. La canarinha conquistó la medalla de oro por primera vez en su historia tras imponerse en la tanda de penaltis a Alemania.

## Clubes
| Club           | País    | Año         | Partidos | Goles |
| -------------- | ------- | ----------- | -------- | ----- |
| Santos F. C.   | Brasil  | 2014 - 2017 | 122      | 4     |
| Lille O. S. C. | Francia | 2017 - 2020 | 68       | 1     |
| C. R. Flamengo | Brasil  | 2020 - 2023 |          |       |
| Internacional  | Brasil  | 2024        |          |       |

### Participaciones en mundial de clubes de la FIFA
| Torneo                                 | Sede      | Club     | Resultado    | Partidos | Goles |
| -------------------------------------- | --------- | -------- | ------------ | -------- | ----- |
| Copa Mundial de Clubes de la FIFA 2022 | Marruecos | Flamengo | Tercer lugar | 2        | 0     |

## Palmarés

### Campeonatos regionales
| Título              | Club        | País           | Año  |
| ------------------- | ----------- | -------------- | ---- |
| Campeonato Paulista | Santos F.C. | San Pablo      | 2016 |
| Campeonato Carioca  | Flamengo    | Río de Janeiro | 2020 |

### Campeonatos nacionales
| Título              | Club     | País   | Año  |
| ------------------- | -------- | ------ | ---- |
| Supercopa de Brasil | Flamengo | Brasil | 2020 |
| Serie A             | Flamengo | Brasil | 2020 |
| Copa de Brasil      | Flamengo | Brasil | 2022 |

### Torneos internacionales
| Título                       | Club     | Sede           | Año  |
| ---------------------------- | -------- | -------------- | ---- |
| Recopa Sudamericana          | Flamengo | Río de Janeiro | 2020 |
| Copa Libertadores de América | Flamengo | Guayaquil      | 2022 |

### Campeonatos internacionales
| Título           | Club                | País           | Año  |
| ---------------- | ------------------- | -------------- | ---- |
| Juegos Olímpicos | Selección de Brasil | Río de Janeiro | 2016 |